# Matsumura Goshun

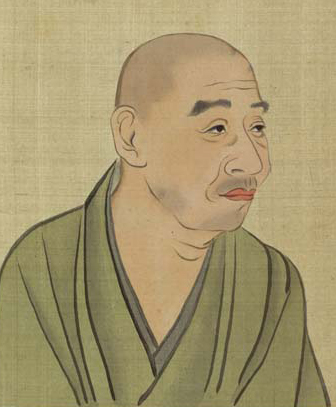
Matsumura Goshun; retrato por Tani Bunchō

Matsumura Goshun (松村 呉春?   28 de abril de 1752–4 de septiembre de 1811), a veces referido como Matsumura Gekkei (松村 月渓?), fue un pintor japonés del periodo Edo y fundador de la escuela Shijō. Fue discípulo del pintor y poeta Yosa Buson (1716–1784), maestro de la escuela Nanga.

## Biografía

Ilustración del Romance de los Tres Reinos

Goshun nació en una familia adinerada de funcionarios gubernamentales, que trabajaban en la casa de la moneda real, como el mayor de seis hermanos. Sus padres deseaban que tuviera una buena educación en los conceptos básicos de la cultura china y japonesa, y le enseñaron sobre historia y la literatura clásicas, la caligrafía y la pintura, así como la escritura de poesía. De esta manera inicia muy temprano su formación como pintor. En esos años, sus maestros eran pintores del estilo Nanga, eruditos de las tradiciones literarias que habían llegado de China, entre ellos Yosa Buson (1716-1784), quien enseñó a Goshun, entre otras cosas, la pintura literaria y la poesía haiku.
No tuvo un éxito inmediato como pintor, pero se las arregló para mantenerse con la ayuda de Buson, quien lo contrató para que fuera asesor de literatura para los ricos provincianos. En 1781 su carrera dio un giro negativo cuando tanto su esposa como su padre murieron. Su mentor, al borde de la muerte, aparentemente ya no pudo mantenerlo. Como resultado, dejó su residencia en el distrito Shijō de Kioto y se mudó a Ikeda, cerca de Osaka. Durante su tiempo en Ikeda, continuó pintando al estilo de su maestro, pero no tuvo el éxito suficiente para mantenerse solo con su pintura.
En 1787 tuvo la necesidad de juntarse en grupos artísticos, por lo que trabajó con el círculo de pintores alrededor de Maruyama Ōkyo (1733-1795) para trabajar en las puertas corredizas del Daijō-ji, un templo en prefectura de Hyōgo. Más tarde se volvería a encontrar con Ōkyo, cuando ambos buscaron refugio en el mismo templo a causa de un incendio en Kioto. Alrededor de 1789, Goshun regresó al distrito Shijō, y ya había comenzado a incorporar elementos de los estilos artísticos decorativos y realistas de Ōkyo. Nunca fue un miembro formal de la escuela de Ōkyo, pues el mayor quería mantener la igualdad entre ambos, sin embargo, se volvió experto en las técnicas de pintura de su amigo. Después de la muerte de Ōkyo en 1795 encontró su propio estilo, la llamada escuela Shijō. Refinó su propia pincelada de estilo literario y la composición y técnicas decorativas del estilo de Maruyama.

## Desarrollo artístico

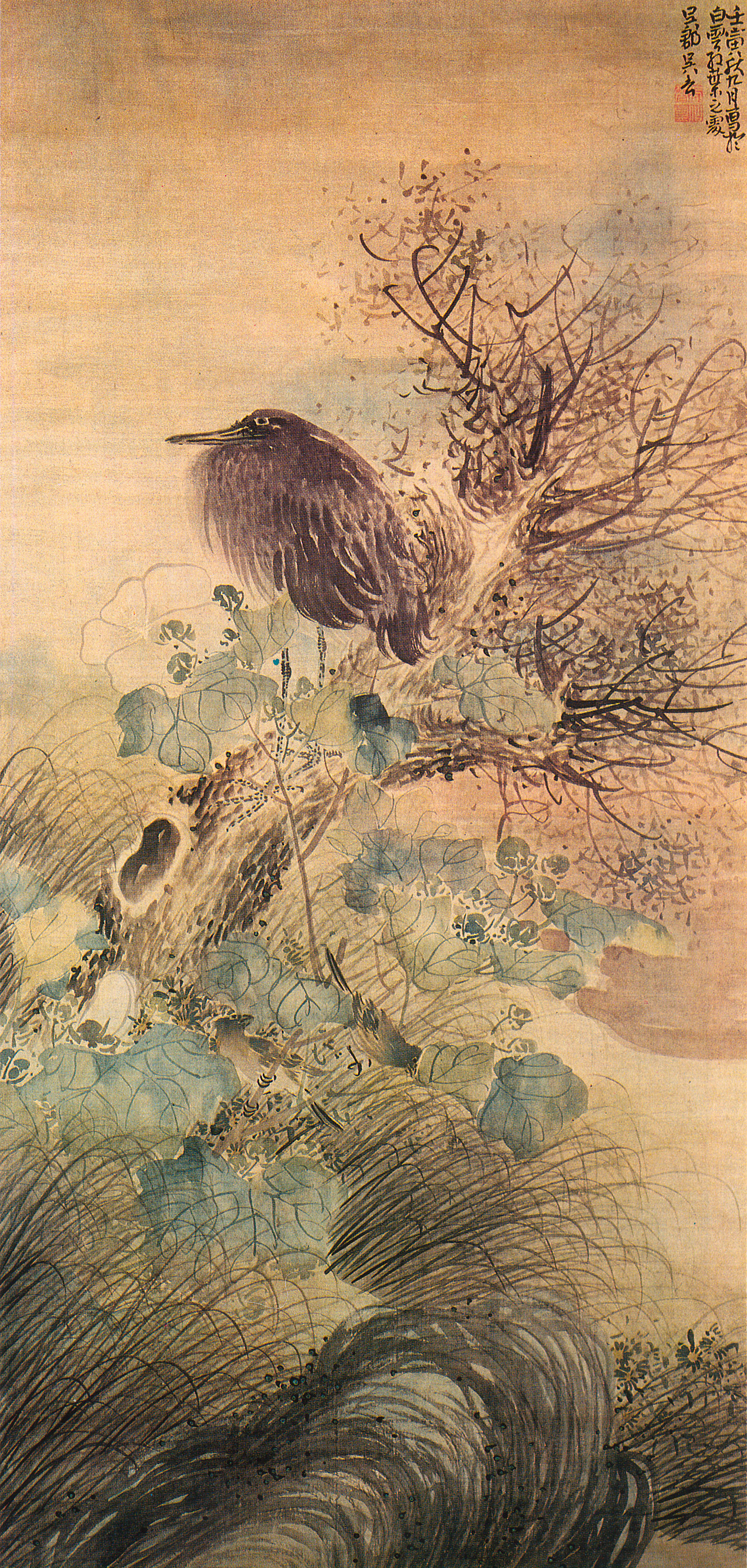
Hibisco y garza azul en el tocón de un árbol (1782)

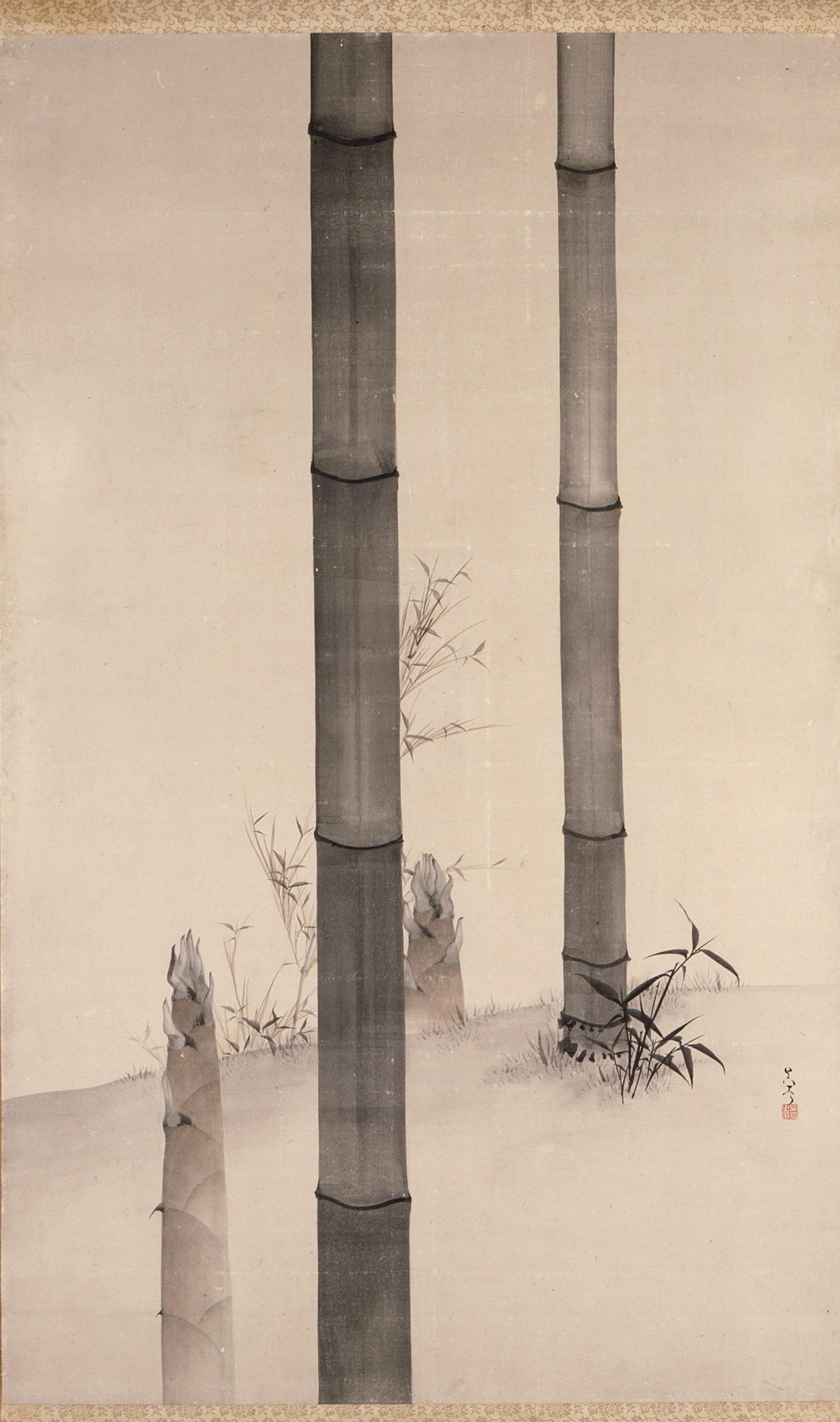
Bambú de Matsumura Goshun, principios del. Esta obra pertenece a su periodo de madurez tras la muerte de su amigo, Maruyama Ōkyo.

Al principio de su carrera, Goshun fue predominantemente un pintor del estilo Nanga, al igual que la mayoría de sus maestros, entre los cuales Yosa Buson dejó una gran influencia en Goshun. Hasta alrededor de 1785 refina este estilo de pintura, hasta dominar el estilo Buson, que parece copiar fielmente. Su tiempo en Ikeda puede verse como un período de madurez.
Después de su tiempo con Ōkyo (a partir de 1787), su estilo cambió significativamente. Bajo la influencia de la escuela Maruyama, comenzó a incorporar elementos de Ōkyo y sus discípulos en su obra y los desarrolló.
Su estilo puede considerarse maduro, sin embargo, solo fue tras la muerte de Ōkyo en 1795 cuando refinó su estilo, creando su propia identidad sin la influencia de sus antiguos maestros. En esta última etapa de su carrera, parece haber abandonado el estilo de Buson a pesar de que en Kioto fue considerado su sucesor durante un tiempo.

## Colecciones
Sus obras se encuentran en diferentes museos, incluyendo el Indianapolis Museum of Art, el Worcester Art Museum, el Brooklyn Museum, el Museo de Arte de la Universidad de Míchigan, el Museo de Arte de Seattle, el Philadelphia Museum of Art, el Museo de arte de Harvard, el Ashmolean, el Instituto de Artes de Minneapolis, el Museo de Bellas Artes (Boston), el Museo Miho, el Cleveland Museum of Art, el British Museum, el Metropolitan Museum of Art, el Nelson-Atkins Museum of Art, y el Museo de Arte Fuji de Tokio.